# Likati (Fluss)
Der Likati (Swahili: Mto Likati, französisch: Rivière Likati, niederländisch: Likati Rivier) ist ein Fluss in der Provinz Bas-Uele im Norden der Demokratischen Republik Kongo und ein Nebenfluss des Rubi, der wiederum in den Itimbiri mündet.
Er fließt durch das Territorium Aketi.
Der Fluss wird im Buch Congo Shadows von John B. Franz erwähnt.
Bei Libongo, nordwestlich der Stadt Likati, wird der Fluss von einer gemischt genutzten Straßen- und Eisenbahnbrücke überquert. Seit 2014 ist die Brücke defekt und für Verkehrsteilnehmer gefährlich.
Die inzwischen stillgelegte Eisenbahn war ein Zweig der Vicicongo-Linie, die 1927 von der Société des Chemins de Fer Vicinaux du Congo gebaut wurde.